# Angela Kepler
Angela Kay Kepler, född 1943, är en naturforskare och författare av vetenskapliga böcker från Nya Zeeland.
Hon startade sina studier vid University of Canterbury och mottog där sin kandidatexamen. För masterexamen studerade hon vid University of Hawaii. Efter ytterligare studier vid Cornell University (USA) blev hon doktor och sedan var hon postdoktorsforskare vid Oxfords universitet.
Kepler utförde vetenskapliga resor till Hawaii, Alaska, ryska Sibirien, olika västindiska öar och till flera atoller i Stilla havet. Särskild uppmärksammades hennes insatser för inrättningen av naturskyddsområden på Carolineatollen (eller Millenniumatollen), en ögrupp som tillhör Kiribati. Keplers arbete kan leda till att atollen blir ett världsarv.
Kepler upptäckte tillsammans med andra forskare flera nya arter, däribland växter, fåglar och ödlor. De vetenskapliga namnen av två fåglar hedrar Kepler, den första är bergskogssångare (Dendroica angelae) som förekommer på Puerto Rico och den andra är en utdöd rall som levde på Hawaii, Porzana keplerorum.